# Internazionali BNL d'Italia 2022
Internazionali BNL d'Italia 2022, známý také jako Italian Open 2022 či Rome Masters 2022, byl společný tenisový turnaj mužského okruhu ATP Tour a ženského okruhu WTA Tour hraný v areálu Foro Italico na otevřených antukových dvorcích. Konal se mezi 8. až 15. květnem 2022 v italské metropoli Římě jako sedmdesátý devátý ročník turnaje.
Mužská polovina dotovaná 6 008 725 eury patřila do kategorie ATP Tour Masters 1000. Ženská část s rozpočtem 2 527 250 eur byla součástí kategorie WTA 1000. Nejvýše nasazenými singlisty se staly světové jedničky Novak Djoković ze Srbska a Iga Świąteková z Polska. Jako poslední přímý účastník do mužské dvouhry nastoupil 47. hráč pořadí, Begičan David Goffin.
V důsledku invaze Ruska na Ukrajinu na konci února 2022 řídící organizace tenisu ATP, WTA a ITF s grandslamy rozhodly, že ruští a běloruští tenisté mohli dále na okruzích startovat, ale do odvolání nikoli pod vlajkami Ruska a Běloruska.
Osmdesátý sedmý singlový titul na okruhu ATP Tour vybojoval Novak Djoković, jenž v Římě dvanáctým finále vyrovnal Nadalův rekord a získal šestou trofej. Ve věku 34 let, 11 měsíců a 23 dní se stal nejstarším římským šampionem v open éře. V sérii Masters navýšil rekordní počet na 38 titulů. Semifinálová výhra z něj učinila pátého tenistu otevřené éry, který na túře ATP vyhrál 1000 zápasů. Poprvé v kariéře obhájila titul polská světová jednička Iga Świąteková, která získala osmou trofej z dvouhry okruhu WTA Tour. Od února 2022 ovládla pátý turnaj v řadě. 28zápasová neporazitelnost byla čtvrtou nejdelší od roku 2000 i nejdelší od 34 výher Sereny Williamsové v roce 2013. Po Agnieszce Radwańské se stala druhou Polkou s pěti triumfy z kategorie WTA 1000 včetně její předchůdkyně Premier Mandatory a 5.
Čtyřhru mužů podruhé za sebou vyhráli Chorvati Nikola Mektić a Mate Pavić, kteří si připsali desátý společný titul. Ženský debl ovládly Veronika Kuděrmetovová s Anastasijí Pavljučenkovovou, jež na druhém společně odehraném turnaji získaly druhé trofeje v kategorii WTA 1000. V soutěži odvrátily čtyři mečboly.

## Rozdělení bodů a finančních odměn

### Rozdělení bodů
| Soutěž       | Soutěž       | vítězové | finalisté | semifinalisté | čtvrtfinalisté | 16 v kole | 32 v kole | 64 v kole | Q  | Q2 | Q1 |
| ------------ | ------------ | -------- | --------- | ------------- | -------------- | --------- | --------- | --------- | -- | -- | -- |
| dvouhra mužů | [ 2 ] [ 10 ] | 1000     | 600       | 360           | 180            | 90        | 45        | 10        | 25 | 16 | 0  |
| čtyřhra mužů | [ 11 ]       | 1000     | 600       | 360           | 180            | 90        | 0         | —         | —  | —  | —  |
| dvouhra žen  | [ 1 ] [ 12 ] | 900      | 585       | 350           | 190            | 105       | 60        | 1         | 30 | 20 | 1  |
| čtyřhra žen  | [ 13 ]       | 900      | 585       | 350           | 190            | 105       | 1         | —         | —  | —  | —  |

### Finanční odměny
| Soutěž                                  | Soutěž       | vítězové  | finalisté | semifinalisté | čtvrtfinalisté | 16 v kole | 32 v kole | 64 v kole | Q2       | Q1      |
| --------------------------------------- | ------------ | --------- | --------- | ------------- | -------------- | --------- | --------- | --------- | -------- | ------- |
| dvouhra mužů                            | [ 2 ] [ 10 ] | 836 355 € | 456 720 € | 249 740 €     | 136 225 €      | 72 865 €  | 39 070 €  | 21 650 €  | 11 090 € | 5 810 € |
| dvouhra žen                             | [ 1 ] [ 12 ] | 332 260 € | 195 813 € | 100 806 €     | 46 322 €       | 23 170 €  | 13 176 €  | 9 456 €   | 5 548 €  | 2 888 € |
| čtyřhra mužů                            | [ 11 ]       | 252 980 € | 135 180 € | 72 800 €      | 40 570 €       | 21 830 €  | 11 580 €  | —         | —        | —       |
| čtyřhra žen                             | [ 13 ]       | 97 016 €  | 54 540 €  | 29 984 €      | 15 120 €       | 8 564 €   | 5 742 €   | —         | —        | —       |
| částky ve čtyřhrách jsou uvedeny na pár |              |           |           |               |                |           |           |           |          |         |

## Dvouhra mužů

### Nasazení
| Stát                                                 | Hráč                  | ATP | Nasazení |
| ---------------------------------------------------- | --------------------- | --- | -------- |
| Srbsko                                               | Novak Djoković        | 1.  | 1.       |
| Německo                                              | Alexander Zverev      | 3.  | 2.       |
| Španělsko                                            | Rafael Nadal          | 4.  | 3.       |
| Řecko                                                | Stefanos Tsitsipas    | 5.  | 4.       |
| Norsko                                               | Casper Ruud           | 10. | 5.       |
|                                                      | Andrej Rubljov        | 7.  | 6.       |
| Španělsko                                            | Carlos Alcaraz        | 6.  | 7.       |
| Kanada                                               | Félix Auger-Aliassime | 9.  | 8.       |
| Spojené království                                   | Cameron Norrie        | 11. | 9.       |
| Itálie                                               | Jannik Sinner         | 13. | 10.      |
| Polsko                                               | Hubert Hurkacz        | 12. | 11.      |
| Argentina                                            | Diego Schwartzman     | 15. | 12.      |
| Kanada                                               | Denis Shapovalov      | 16. | 13.      |
| USA                                                  | Reilly Opelka         | 17. | 14.      |
| Španělsko                                            | Pablo Carreño Busta   | 18. | 15.      |
| Španělsko                                            | Roberto Bautista Agut | 19. | 16.      |
| Žebříček ATP k 9. květnu a nasazení k 25. dubnu 2022 |                       |     |          |

### Jiné formy účasti
Následující hráči obdrželi divokou kartu do hlavní soutěže:
- Matteo Arnaldi
- Flavio Cobolli
- Luca Nardi
- Francesco Passaro

Následující hráči nastoupili pod žebříčkovou ochranou:
- Borna Ćorić
- Dominic Thiem
- Stan Wawrinka

Následující hráči postoupili z kvalifikace:
- Sebastián Báez
- Laslo Djere
- Brandon Nakashima
- Giulio Zeppieri
- Francisco Cerúndolo
- Dušan Lajović
- Tallon Griekspoor

Následující hráči postoupili z kvalifikace jako šťastní poražení:
- Marcos Giron
- Emil Ruusuvuori

### Odhlášení
před zahájením turnaje
- Carlos Alcaraz → nahradil jej  Emil Ruusuvuori
- Roberto Bautista Agut → nahradil jej  Marcos Giron
- Matteo Berrettini → nahradil jej  Sebastian Korda
- Taylor Fritz → nahradil jej  Pedro Martínez
- Daniil Medveděv → nahradil jej   Ilja Ivaška
- Gaël Monfils → nahradil jej  Alejandro Davidovich Fokina

## Mužská čtyřhra

### Nasazení
| Stát | Hráč                 | Stát               | Hráč             | ATP | Nasazení |
| --- | -------------------- | ------------------ | ---------------- | --- | -------- |
| USA | Rajeev Ram           | Spojené království | Joe Salisbury    | 3.  | 1.       |
| Španělsko | Marcel Granollers    | Argentina          | Horacio Zeballos | 9.  | 2.       |
| Chorvatsko | Nikola Mektić        | Chorvatsko         | Mate Pavić       | 9.  | 3.       |
| Austrálie | John Peers           | Slovensko          | Filip Polášek    | 25. | 4.       |
| Kolumbie | Juan Sebastián Cabal | Kolumbie           | Robert Farah     | 26  | 5        |
| Spojené království                                                                                            | Jamie Murray         | Nový Zéland        | Michael Venus    | 27. | 6.       |
| Nizozemsko | Wesley Koolhof       | Spojené království | Neal Skupski     | 33. | 7.       |
| Německo | Kevin Krawietz       | Německo            | Andreas Mies     | 38. | 8.       |
| Žebříček ATP k 2. květnu a nasazení k 25. dubnu 2022; číslo je součtem žebříčkového postavení obou členů páru |                      |                    |                  |     |          |

### Jiné formy účasti
Následující páry obdržely divokou kartu:
- Matteo Arnaldi /  Francesco Passaro
- Flavio Cobolli /  Francesco Forti
- Luca Nardi /  Lorenzo Sonego

Následující pár nastoupil z pozice náhradníka:
- Julio Peralta /  Franko Škugor

### Odhlášení
před zahájením turnaje
- Marin Čilić /  Ivan Dodig → nahradili je  Ivan Dodig /  Austin Krajicek
- Taylor Fritz /  Reilly Opelka → nahradili je  Reilly Opelka /  Tommy Paul
- Marcel Granollers /  Horacio Zeballos → nahradili je  Julio Peralta /  Franko Škugor
- Marcelo Melo /  Alexander Zverev → nahradili je   Aslan Karacev /  Marcelo Melo

## Ženská dvouhra

### Nasazení
| Polsko                                               | Iga Świąteková             | 1.  | 1.  |
| Španělsko                                            | Paula Badosová             | 3.  | 2.  |
|                                                      | Aryna Sabalenková          | 8.  | 3.  |
| Řecko                                                | Maria Sakkariová           | 4.  | 4.  |
| Estonsko                                             | Anett Kontaveitová         | 5.  | 5.  |
| Česko                                                | Karolína Plíšková          | 6.  | 6.  |
| USA                                                  | Danielle Collinsová        | 9.  | 7.  |
| Španělsko                                            | Garbiñe Muguruzaová        | 10. | 8.  |
| Tunisko                                              | Ons Džabúrová              | 7.  | 9.  |
| Spojené království                                   | Emma Raducanuová           | 12. | 10. |
| Lotyšsko                                             | Jeļena Ostapenková         | 13. | 11. |
| Švýcarsko                                            | Belinda Bencicová          | 14. | 12. |
| USA                                                  | Jessica Pegulaová          | 11. | 13. |
|                                                      | Anastasija Pavljučenkovová | 20. | 11. |
| USA                                                  | Coco Gauffová              | 15. | 15. |
|                                                      | Viktoria Azarenková        | 16. | 16. |
| Žebříček WTA k 9. květnu a nasazení k 25. dubnu 2022 |                            |     |     |

### Jiné formy účasti
Následující páry obdržely divokou kartu do hlavní soutěže:
- Lucia Bronzettiová
- Elisabetta Cocciarettová
- Martina Trevisanová

Následující hráčky nastoupily pod žebříčkovou ochranou:
- Bianca Andreescuová
- Karolína Muchová

Následující hráčky postoupily z kvalifikace:
- Julia Putincevová
- Tereza Martincová
- Aljaksandra Sasnovičová
- Kaja Juvanová
- Elina Avanesjanová
- Lauren Davisová
- Petra Martićová
- Marta Kosťuková

Následující hráčky postoupily z kvalifikace jako šťastné poražené:
- Nuria Párrizasová Díazová
- Madison Brengleová
- Elena-Gabriela Ruseová

### Odhlášení
před zahájením turnaje
- Barbora Krejčíková → nahradila ji  Sloane Stephensová
- Petra Kvitová → nahradila ji  Ajla Tomljanovićová
- Elise Mertensová → nahradila ji  Camila Osoriová
- Naomi Ósakaová → nahradila ji  Nuria Párrizasová Díazová
- Alison Riskeová → nahradila ji  Elena-Gabriela Ruseová
- Elina Svitolinová → nahradila ji  Čang Šuaj
- Clara Tausonová → nahradila ji  Madison Brengleová
- Markéta Vondroušová → nahradila ji  Shelby Rogersová

## Ženská čtyřhra

### Nasazení
| Stát                                                                                    | Hráčka              | Stát             | Hráčka            | WTA | Nasazení |
| --------------------------------------------------------------------------------------- | ------------------- | ---------------- | ----------------- | --- | -------- |
| Austrálie                                                                               | Storm Sandersová    | Čína             | Čang Šuaj         | 22. | 1.       |
| Kanada                                                                                  | Gabriela Dabrowská  | Mexiko           | Giuliana Olmosová | 29. | 2.       |
| USA                                                                                     | Desirae Krawczyková | Nizozemsko       | Demi Schuursová   | 33  | 3        |
| Chile                                                                                   | Alexa Guarachiová   | Slovinsko        | Andreja Klepačová | 35. | 4.       |
| USA                                                                                     | Coco Gauffová       | USA              | Jessica Pegulaová | 41. | 5.       |
| Česko                                                                                   | Lucie Hradecká      | Indie            | Sania Mirzaová    | 50. | 6.       |
| Čína                                                                                    | Sü I-fan            | Čína             | Jang Čao-süan     | 59. | 7.       |
| Japonsko                                                                                | Šúko Aojamová       | Čínská Tchaj-pej | Čan Chao-čching   | 61. | 8.       |
| Žebříček WTA k 25. dubnu 2022; číslo je součtem žebříčkového postavení obou členek páru |                     |                  |                   |     |          |

### Jiné formy účasti
Následující páry obdržely divokou kartu:
- Claudia Giovineová /  Anastasia Grymalská
- Jasmine Paoliniová /  Martina Trevisanová

Následující pár nastoupil pod žebříčkovou ochranou:
- Kaitlyn Christianová /  Chan Sin-jün

### Odhlášení
před zahájením turnaje
- Irina-Camelia Beguová /  Shelby Rogersová → nahradily je  Nadija Kičenoková /  Shelby Rogersová
- Ljudmyla Kičenoková /  Jeļena Ostapenková → nahradily je   Jekatěrina Alexandrovová /  Anna Danilinová
- Nadija Kičenoková /  Ioana Raluca Olaruová → nahradily je  Kirsten Flipkensová /  Sara Sorribesová Tormová
- Veronika Kuděrmetovová /  Elise Mertensová → nahradily je  Marta Kosťuková /  Elena-Gabriela Ruseová
- Tereza Martincová /   Aljaksandra Sasnovičová → nahradily je  Madison Brengleová /  Arina Rodionovová

## Přehled finále

### Mužská dvouhra
- Novak Djoković vs.  Stefanos Tsitsipas, 6–0, 7–6(7–5)

### Ženská dvouhra
- Iga Świąteková vs  Ons Džabúrová, 6–2, 6–2

### Mužská čtyřhra
- Nikola Mektić /  Mate Pavić vs.  John Isner /  Diego Schwartzman, 6–2, 6–7(6–8), [12–10]

### Ženská čtyřhra
- Veronika Kuděrmetovová / Anastasija Pavljučenkovová vs.  Gabriela Dabrowská /  Giuliana Olmosová,  1–6, 6–4, [10–7]